# Papiro 82
El Papiro 82 (en la numeración Gregory-Aland) designado como {\displaystyle {\mathfrak {P}}}82, es una copia antigua de una parte del Nuevo Testamento en griego. Es un manuscrito en papiro del Evangelio de Lucas y contiene la parte de Lucas 7:32-34,37-38. Ha sido asignado paleográficamente a los siglos IV y V.
El texto griego de este códice es probablemente un representante del Tipo textual alejandrino, también conocido neutral o egipcio. Kurt Aland la designó a la Categoría II de los manuscritos del Nuevo Testamento.
Este documento se encuentra en la Biblioteca nacional y universitaria de Estrasburgo (en francés: Bibliothèque nationale et universitaire de Strasbourg) (P. Gr. 2677), en Estrasburgo.